# Crissum

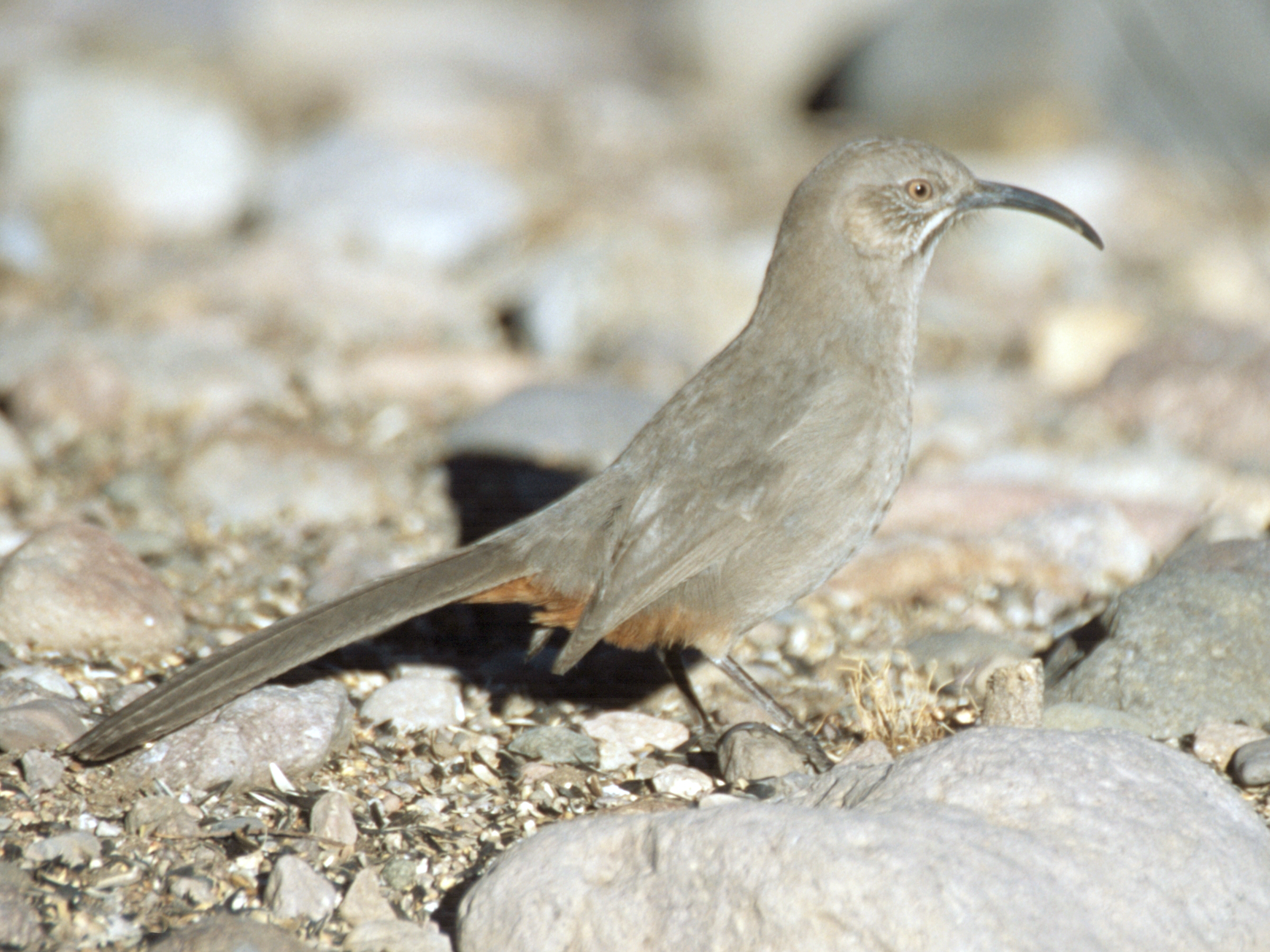
Ejemplar de cuitlacoche culirrojo ,Toxostoma crissale, que tal como su nombre lo indica se caracteriza por su crissum rojo.

En el ámbito de la ornitología se denomina crissum es la parte de un ave que rodea la cloaca, también se utiliza para denominar a la zona debajo de la cola y las plumas de dicha zona.
Algunas aves tales como el cuitlacoche culirrojo (Toxostoma crissale) poseen el crissum con una coloración característica que contrasta fuertemente con el tono del resto del plumaje.